# 세뿔달린카멜레온
세뿔달린카멜레온(Trioceros deremensis)은 탄자니아의 동부아크산맥에 있는 숲의 토착종인 카멜레온의 한 종류이다.

## 분포
세뿔달린카멜레온은 우삼바라 동부의 해발 800~2,300mt에서 발견된다. 울루구루, 응우, 응우루, 우중와에서 발견되며, 범위는 약 1,400 km2 (540 mi2)이다. 각 아군은 분리되어 있으며, 대부분 숲 (내부와 가장자리 모두)에서 발견되지만, 근처의 울타리와 농장에서도 발견된다.

## 묘사
세뿔달린카멜레온은 등에 돛처럼 생긴 산등성이가 있고 총 길이가 35cm까지 이를 수 있다. 수컷이 암컷보다 더 크게 자란다. 수컷은 세 개의 긴 뿔을 가지고 있는데, 이 뿔들은 다른 세뿔달린카멜레온들처럼 수컷들끼리의 싸움에 쓰이는 것으로 추정된다. 이 뿔들은 아직 10~12cm의 어린아이일 때 처음 나타나기 시작한다. 암컷에게는 뿔이 없다.
대개 전체적으로 녹색이며, 더 창백하거나 어두운 색을 띠며, 약간의 노란색을 보일 수도 있다. 자극을 받으면, 상당히 두드러질 수 있는 검은 반점이 있다. 이것은 각 클러치가 8~40개의 알로 구성된 난생종이다. 부화한 지 얼마 되지 않았을 때, 어린 것은 자줏빛이 도는 흰색을 띠기도 하며, 겨우 5~7cm 길이이다.

## 보존
세뿔달린카멜레온은 일반적으로 분포 지역에서 흔히 볼 수 있으며 IUCN에서 가장 덜 우려되는 동물(위협받지 않음)로 지정했다. 제한적으로 분포하지만 대부분은 상당히 잘 보호된 보호구역 내에 있다.
모든 카멜레온과 마찬가지로 세뿔달린카멜레온도 CITES에 등재되어 있으므로 합법적인 국제 거래에는 허가가 필요하다. 1992년부터 2011년까지 탄자니아에서 반려동물 거래를 위해 총 8,437마리의 살아있는 개체를 수출했으며, 이 중 622마리는 야생에서 포획되지 않고 사육되거나 사육되어 태어났다. 2017년 이후 탄자니아는 세뿔달린카멜레온의 수출을 허용하지 않고 있다.